# Michael Vink
Michael Vink (Christchurch, 22 novembre 1991) è un ciclista su strada e pistard neozelandese, attivo dal 2010 al 2022 in formazioni di categoria Continental e dilettantistiche, ha vinto il Memorial Philippe Van Coningsloo 2013 e il titolo nazionale 2015 a cronometro, oltre a numerose competizioni neozelandesi; dal 2023, trentunenne, gareggia nel World Tour.

## Palmarès

### Strada
- 2010 (Subway-Avanti Cycling Team, una vittoria)

Campionati neozelandesi, Prova a cronometro Under-23
- 2011 (Trek-Livestrong, una vittoria)

Campionati neozelandesi, Prova in linea Under-23
- 2012 (Dilettanti, tre vittorie)

Campionati neozelandesi, Prova a cronometro Under-23
Campionati neozelandesi, Prova in linea Under-23
7ª tappa Tour of Southland (Winton, cronometro, con la Calder Stewart)
- 2013 (Team Budget Forklifts, due vittorie)

Campionati neozelandesi, Prova a cronometro Under-23
Memorial Philippe Van Coningsloo
- 2014 (Team Budget Forklifts, due vittorie)

Prologo New Zealand Cycle Classic (Palmerston North > Palmerston North)
Classifica generale New Zealand Cycle Classic
- 2015 (CCT p/b Champion System, una vittoria)

Campionati neozelandesi, Prova a cronometro Elite
- 2016 (Sojasun Espoir-ACNC, tre vittorie)

2ª tappa Saint-Brieuc Agglo Tour (Pordic, cronometro)
4ª tappa Tour of Southland (Invercargill > Bluff, con la Mike Greer Homes)
6ª tappa Tour of Southland (Winton, cronometro, con la Mike Greer Homes)
- 2017 (Sojasun Espoir-ACNC, una vittoria)

6ª tappa Tour of Southland (Winton, cronometro, con la Mike Greer Homes)
- 2018 (Brisbane Continental Cycling Team, tre vittorie)

3ª tappa Tour of Southland (Mossburn > Coronet Peak, con la WPC South-Joyride Apparel)
Classifica generale Tour of Southland (con la WPC South-Joyride Apparel)
2ª tappa Tour of Tasmania (Longford > Poatina)
- 2019 (St George Continental Cycling Team, una vittoria)

Classifica generale Tour of Southland (con la Placemakers)
- 2021 (St George Continental Cycling Team, tre vittorie)

2ª tappa Tour of Southland (Invercargill > Lumsden, con la Transport Engineering Southland-Talleys)
7ª tappa Tour of Southland (Winton, cronometro, con la Transport Engineering Southland-Talleys)
Classifica generale Tour of Southland (con la Transport Engineering Southland-Talleys)

#### Altri successi
- 2016 (Sojasun Espoir-ACNC)

Prologo Tour of Southland (Invercargill, cronosquadre, con la Mike Greer Homes)
2ª tappa Tour de Seine-Maritime (Sassetot-le-Mauconduit, cronosquadre)
- 2017 (Sojasun Espoir-ACNC)

Ronde du Porhoët
- 2019 (St George Continental Cycling Team)

Prologo Tour of Southland (Invercargill, cronosquadre, con la Placemakers)

## Piazzamenti

### Classiche monumento
- Liegi-Bastogne-Liegi

2023: ritirato
- Parigi-Roubaix

2024: non partito

### Competizioni mondiali
- Campionati del mondo su strada

Melbourne 2010 - Cronometro Under-23: 28º
Melbourne 2010 - In linea Under-23: ritirato
Toscana 2013 - Cronometro Under-23: 36º
- Campionati del mondo su pista

Città del Capo 2008 - Inseguimento a squadre Junior: 3º
Mosca 2009 - Scratch Junior: 8º